# Uchte
Uchte est une commune allemande de l'arrondissement de Nienburg/Weser, Land de Basse-Saxe.

## Géographie
Le Flecken se situe entre le parc naturel de Dümmer et le parc naturel du lac de Steinhude, près du Großes Moor.
| Bahrenborstel | Kirchdorf | Steyerberg |
| Wagenfeld     | Uchte     | Stolzenau  |
| Diepenau      | Warmsen   | Raddestorf |

La commune comprend les quartiers de Hoysinghausen, Darlaten, Höfen, Lohhof et Woltringhausen.
Son territoire est traversé par la Bundesstraße 61 entre Brême et la Ruhr. La Bundesstraße 441 commence à Uchte pour aller jusqu'à Hanovre.

## Histoire
Uchte est mentionné pour la première fois en 1196. En 1295, les comtes de Hoya placent un château-fort le long de la frontière avec la principauté épiscopale de Minden. En 1382, l'évêque de Minden s'empare d'Uchte avec l'aide du comte Otten von Schaumburg et détruit le château. Un nouveau est bâti en dehors de la cité. En 1400, le comte de Hoya reprend Uchte et fait un nouveau bâtiment. Les affrontements durent jusqu'à la fin du XVIe siècle.
En 1726, un incendie détruit 119 habitations et le château. En 1806, les Français créent un canton avec Uchte comme chef-lieu. Après 1814, Uchte appartient au royaume de Hanovre. Un autre incendie en 1817 détruit 58 maisons.
Pendant des siècles, la population tire de la tourbe des marais pour s'en servir de combustible. Dans les années 1920, une exploitation industrielle commence.
En 2005, on découvre le squelette d'une fillette. Il s'agit d'une découverte archéologique d'une personne des tourbières datant d'il y 2 650 ans.

## Personnalités liées à la ville
- Wilhelm Kiel (1850-1932), homme politique allemand.

## Jumelages
- Sourdeval (France) depuis 1992.
- Ząbkowice Śląskie (Pologne) depuis 2005.